# You Can't Stop the Bum Rush
You Can't Stop the Bum Rush è il terzo album in studio del gruppo musicale canadese Len, pubblicato il 25 maggio 1999.

## Tracce
1. Steal My Sunshine – 4:25 (Marc Costanzo, Gregg Diamond)
2. Cryptik Souls Crew – 4:24 (Marc Costanzo, Philip Rae, Tony Camillo)
3. Man of the Year – 5:07 (Marc Costanzo, Brian Higgins, Derek Mackenzie)
4. Beautiful Day – 2:46 (Marc Costanzo, Brian Higgins, Derek Mackenzie, Felix Cavaliere, Eddie Brigati)
5. The Hard Disk Approach – 3:04 (Marc Costanzo, Felix Wittholz, Brendan Canning)
6. Hot Rod Monster Jam – 4:07 (Marc Costanzo, Luigi Creatore, George David Weiss, Hugo Peretti, Berry Gordy, Smokey Robinson, Sylvia Robinson, Melvin Glover)
7. Cold Chillin' – 3:26 (Marc Costanzo, Derek Mackenzie, Kurtis Walker)
8. Feelin' Alright – 3:59 (Marc Costanzo, Derek Mackenzie, Sharon Costanzo, Michael Bruce, Spencer Lynn Kirkpatrick)
9. Cheekybugger – 1:44 (Marc Costanzo)
10. Big Meanie – 4:07 (Marc Costanzo, Grover Washington Jr.)
11. Junebug – 4:00 (Marc Costanzo)
12. Crazy 'Cause I Believe (Early Morning Sunshine) – 3:00 (Marc Costanzo, David Wilson, Fred Werner)

## Classifiche
| Classifica (1999) | Posizione massima |
| ----------------- | ----------------- |
| Stati Uniti       | 46                |